# Gabriel de Bory
Gabriel de Bory, né à Paris le 11 mars 1720 où il est mort le 7 octobre 1801, est un officier de marine, scientifique et administrateur colonial français du XVIIIe siècle.

## Biographie
Il entre dans la Marine royale le 14 avril 1734. Alors qu'il n'est encore que lieutenant de vaisseau, il se rend en 1751 en Espagne, et en 1753 au Portugal, pour observer l'éclipse de soleil qui devait y être totale. II l'observe à Madère et dresse de nouvelles cartes des côtes espagnoles. Il travaille au Dictionnaire que l'Académie de marine devait publier. Promu capitaine de vaisseau en 1757, il est nommé gouverneur général des Îles sous le Vent (1761), membre de l'Académie des sciences (1765).
Il prend sa retraite, le 27 mars 1766, avec le grade de chef d'escadre des armées navales, après onze campagnes en mer et trente-deux années de service.
Il publie en 1790 des Mémoires sur l'administration de la marine et des colonies et entre à l'Institut (1798). Il meurt en 1801.

## Œuvres
- Papiers de Gabriel de Bory, lieutenant de vaisseau du roi, de l'Académie de marine et de l'Académie des sciences sur Gallica
- Mémoires sur l'administration de la marine et des colonies sur Gallica (1789)

### Sources et bibliographie
- Louis Gabriel Michaud, Biographie universelle, Volume 3 sur Google Livres, Michaud frères, 1810, page 149
- Rabbe, Boisjoslin, Sainte-Preuve, Biographie universelle et portative des contemporains sur Google Livres, Chez l'éditeur, 1836, pages 547-548
- Joseph-Marie Quérard, La France littéraire : ou dictionnaire bibliographique des savants, historiens et gens de lettres de la France, ainsi que des littérateurs étrangers qui ont écrit en français, plus particulièrement pendant les XVIIIe et XIXe siècles, 1827 (lire en ligne), p. 421
- Olivier Chapuis, À la mer comme au ciel sur Google Livres, pages 156, 157 & 766